# Melanie C
Melanie C lub Mel C, właśc. Melanie Jayne Chisholm (ur. 12 stycznia 1974 w Whiston) – brytyjska wokalistka, jedna z członkiń grupy muzycznej Spice Girls – Sporty Spice. Obecnie zajmuje się karierą solową. W 2012 roku wystąpiła na zakończeniu Letnich Igrzysk Olimpijskich w Londynie z koleżankami z zespołu Spice Girls. W 2012 roku nadzorowała także z zespołem tworzenie musicalu „VIVA FOREVER” opartym na dotychczasowej karierze Spice Girls.

## Życiorys
W 1994 magazyn Stage opublikował ogłoszenie: „poszukuje się pięciu pełnych życia dziewczyn w celu sformowania pop grupy”. Melanie C, Geri, Mel B., Victoria i Emma, które zostały wybrane spośród setek innych dziewcząt, rozpoczęły współpracę z Bobem i Chrisem Herbertami.
W lipcu 1996 roku ich pierwszy singiel, „Wannabe”, zawojował listy przebojów w ciągu jednego tygodnia. Drugi singel „Say You'll be There”, wydany w październiku wskoczył na pierwsze miejsce brytyjskich list przebojów. Dodatkowo dziewczyny otrzymały nagrodę za teledysk do tego utworu. W listopadzie „Spice Girls” pojawiły się w Internecie, wydały nawet CD-Rom „Five Go Mad In Cyberspace”, a na Boże Narodzenie wypuściły singiel „2 Become 1”. Singiel ten został najszybciej sprzedającym się krążkiem roku.
Pierwszy album „SPICE”, największy hit roku i najlepiej sprzedający się album wydany przez girlsband w historii, sprzedał się tylko w ciągu dwóch tygodni w liczbie dwóch milionów egzemplarzy. Później posypały się liczne nagrody.
22 lutego 2009 roku Melanie C urodziła córkę, nadała jej imię Scarlet.
Wystąpiła z koleżankami z zespołu Spice Girls w zakończeniu Letniej Olimpiady w Londynie 2012 jako Spice Girls. Także w 2012 brała udział z zespołem w koordynacji tworzenia Musicalu „VIVA FOREVER” opartego na dotychczasowej działalności muzycznej Spice Girls.

## Dyskografia
Albumy
| 1999                           | Northern Star - Data: 18 października 1999 - Wydawca: Virgin Records      | 4  | 7  | 16 | 12 | 1  | –  | 16 | - BPI: 3x platyna |
| 2003                           | Reason - Data: 10 marca 2003 - Wydawca: Virgin Records                    | 5  | 13 | 39 | 21 | 38 | –  | –  | - BPI: złoto      |
| 2005                           | Beautiful Intentions - Data: 11 kwietnia 2005 - Wydawca: Red Girl Records | 24 | 15 | 12 | 14 | 31 | 98 | –  |                   |
| 2007                           | This Time - Data: 2 kwietnia 2007 - Wydawca: Red Girl Records             | 57 | 15 | 26 | 8  | 48 | –  | –  |                   |
| 2011                           | The Sea - Data: 4 września 2011 - Wydawca: Red Girl Records               | 45 | 16 | 38 | 13 | –  | –  | –  |                   |
| 2012                           | Stages - Data: 7 września 2012 - Wydawca: Red Girl Records                | 50 | –  | –  | –  | –  | –  | –  |                   |
| 2016                           | Version of me - Data: 21 października 2016 - Wydawca: Red Girl Records    | –  | –  | –  | –  | –  | –  | –  |                   |
| „–” pozycja nie była notowana. |                                                                           |    |    |    |    |    |    |    |                   |

Single
| 1998                           | „When You're Gone” (feat. Bryan Adams)       | 3  | 14 | 11 | 14 | 8  | 37 |               | On a Day Like Today  |
| 1999                           | „Goin' Down”                                 | 4  | 73 | –  | 17 | –  | –  |               | Northern Star        |
| 1999                           | „Northern Star”                              | 4  | 50 | 75 | 73 | 7  | –  | - BPI: srebro | Northern Star        |
| 2000                           | „Never Be the Same Again” (feat. Lisa Lopes) | 1  | 5  | 3  | 3  | 1  | 20 |               | Northern Star        |
| 2000                           | „I Turn to You”                              | 1  | 2  | 3  | 1  | 1  | –  | - BPI: srebro | Northern Star        |
| 2000                           | „If That Were Me”                            | 18 | 58 | 50 | 45 | 22 | –  |               | Northern Star        |
| 2003                           | „Here It Comes Again”                        | 7  | 59 | 61 | 49 | 36 | –  |               | Reason               |
| 2003                           | „On the Horizon”                             | 14 | 80 | –  | 24 | –  | –  |               | Reason               |
| 2003                           | „Melt + Yeh Yeh Yeh”                         | 27 | 63 | –  | –  | –  | –  |               | Reason               |
| 2005                           | „Next Best Superstar”                        | 10 | 32 | 25 | 45 | 31 | –  |               | Beautiful Intentions |
| 2005                           | „Better Alone”                               | –  | 51 | 33 | 57 | –  | –  |               | Beautiful Intentions |
| 2005                           | „First Day of My Life”                       | –  | 1  | 1  | 2  | 9  | 25 |               | Beautiful Intentions |
| 2007                           | „The Moment You Believe”                     | –  | 15 | 14 | 28 | 18 | –  |               | This Time            |
| 2007                           | „I Want Candy”                               | 24 | –  | –  | –  | –  | –  |               | This Time            |
| 2007                           | „Carolyna”                                   | –  | 37 | –  | –  | –  | –  |               | This Time            |
| 2007                           | „This Time”                                  | –  | –  | –  | –  | –  | –  |               | This Time            |
| 2008                           | „Understand”                                 | –  | –  | –  | –  | –  | –  |               | This Time            |
| 2011                           | „Rock Me”                                    | –  | –  | –  | –  | –  | –  |               | The Sea              |
| 2011                           | „Think About It”                             | –  | –  | –  | –  | –  | –  |               | The Sea              |
| 2011                           | „Weak”                                       | –  | –  | –  | –  | –  | –  |               | The Sea              |
| 2011                           | „Let There Be Love”                          | –  | –  | –  | –  | –  | –  |               | The Sea              |
| 2012                           | „I Know Him So Well”                         | –  | –  | –  | –  | –  | –  |               | Stages               |
| 2016                           | „Anymore”                                    | –  | –  | –  | –  | –  | –  |               | Version of me        |
| 2016                           | „Dear Life”                                  | –  | –  | –  | –  | –  | –  |               | Version of me        |
| „–” pozycja nie była notowana. |                                              |    |    |    |    |    |    |               |                      |